# Modreni
Modreni – wieś w Rumunii, w okręgu Buzău, w gminie Valea Salciei. W 2011 roku liczyła 393 mieszkańców.